# رحمت‌آباد شوره رود
رحمت‌آباد شوره رود یا چاه عزیز روستایی در دهستان تمین بخش لادیز شهرستان میرجاوه استان سیستان و بلوچستان ایران است.

## جمعیت
بر پایه سرشماری عمومی نفوس و مسکن در سال ۱۳۹۵ جمعیت این مکان ۵۲ نفر (۲۱خانوار) بوده‌است.